# 顾懋祥
顾懋祥（1923年01月25日—1996年05月21日），江苏太仓人，船舶性能研究和设计技术专家，中国工程院院士。

## 履历[1]
- 1945年，于上海雷士德工学院机械系毕业。
- 1949年，于美国密歇根大学研究院造船与轮机系获得工程硕士学位。
- 1995年，当选中国工程院院士。